# Ленцкірхерський грабен
Ленцкірхерський грабен (нім. Lenzkircher Graben) — невелика рифтова долина в Шварцвальді, Німеччина, поблизу Ленцкірх і озера Тітізе. 
Це найглибша частина Бонндорфського грабену, тектонічної системи грабенів, що тягнеться з південного сходу-північного заходу на схід-захід, зони Баденвайлер-Ленцкірх .

## Тектоніка
Сукупність тріщин, блоків і розломів також називають зоною основного руху Південного Шварцвальду.
Розломи біля Ленцкірха розкривають порфіри, гнейси та грауваки кульма.

## Створення
Утворений під час Герцинського орогенезу. Після тривалого періоду спокою він зазнав активізації в еоцені та плейстоцені, як можна побачити з колишнього вулканізму в регіоні Гегау. 
Легкі землетруси вказують на постійну активність земної кори; останній сильний землетрус був в 1911 році.

## Урсійський граніт
У Ленцкірхському грабені приповерхнева затверділа ділянка граніту Бергальде-Гохфірст збереглася внаслідок тектонічного опускання. 

Радіометричний Rb-Sr загальний вік породи граніту Урзе був виміряний (1974) і становив 283 млн років.

## Від девону до нижнього карбону
У межах палеозойської зони Баденвайлер-Ленцкірх можна відрізнити давнішу морську товщу (девон і давній нижній карбон) від молодшої теригенної цілісності (молодший візейський ярус). 

Пірокластична серія поблизу Ленцкірха також містить лахари, утворені з туфових грязьових потоків з фрагментами вулканічних порід, а також сланцю з рослинними скам’янілістю (астерокаламітами та лепідодендронами). 

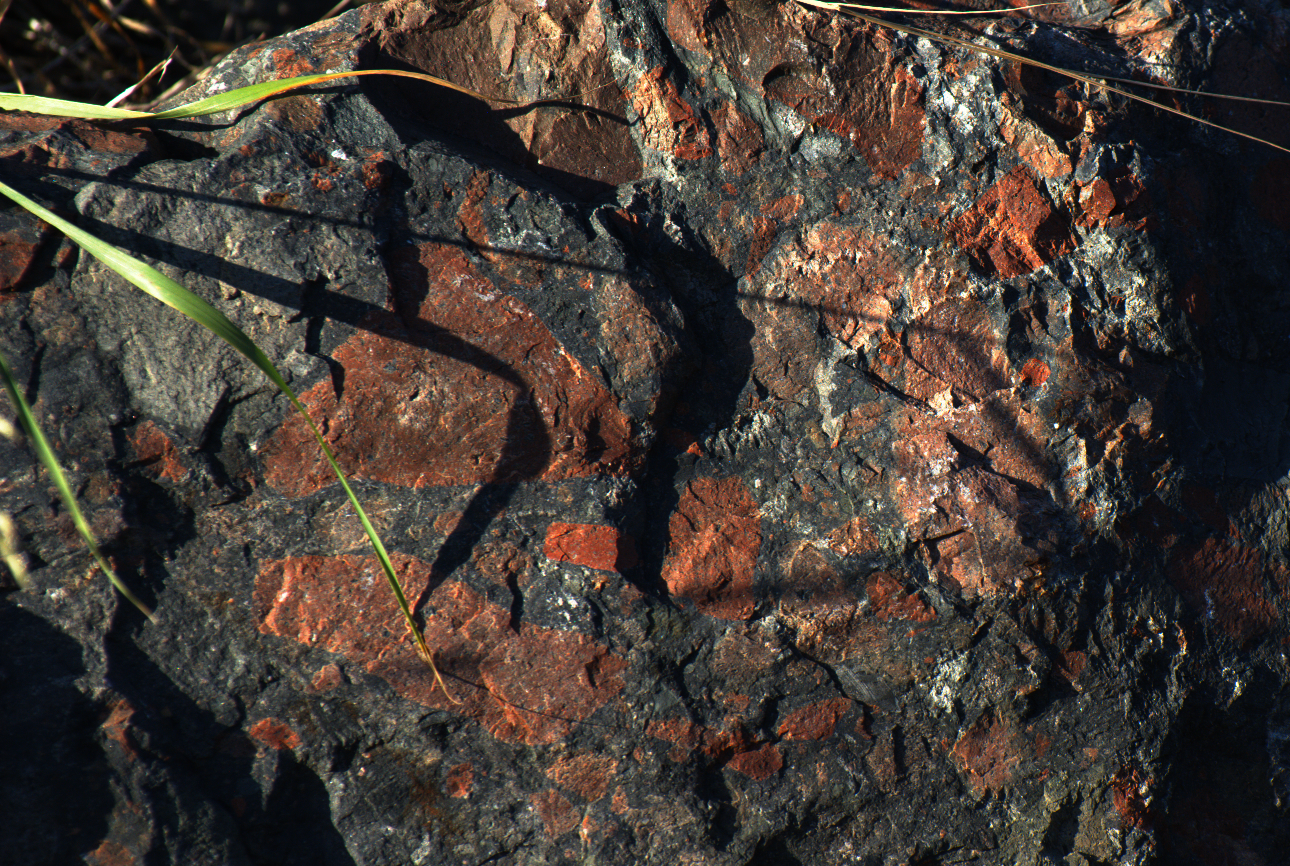
Вулканічна брекчія з Урзеталь біля Ленцкірха

Геологічною особливістю є осадові породи, оголені вздовж рифтової долини, які були значною мірою перетворені метаморфізмом. 
Проте тут не відкладалися багаті копалинами шари середнього карбону. 
У сланцях граувакків з верхнього Кульма гоніатити були знайдені поблизу Шенау, а ганоїдна риба Elonichthys з нижнього кульму була знайдена поблизу Ленцкірха.